# Fu-Schnickens
Fu-Schnickens va ser un trio de rap estatunidenc amb seu a Brooklyn.

## Història
Fu-Schnickens estava compost per Chip Fu (Roderick Roachford), Moc Fu (Joe Jones) i Pac Fu (Lennox Maturine). Fu representava la unitat i schnicken era una paraula inventada que significava «coalició». Els tres amics d'East Flatbush van cridar l'atenció per primera vegada després d'actuar en un esdeveniment de hip-hop a la Universitat Howard, després del qual el grup va signar amb Jive Records. El senzill de debut del grup, «Ring the alarm», va entrar al top ten de la llista Billboard Hot Rap Tracks l'any 1992, fet que va despertar l'expectació per a l'àlbum de debut del grup, F.U. Don't Take It Personal. A més, amb els senzills d'èxit «La Schmoove» (amb Phife Dawg d'A Tribe Called Quest) i «True Fu-Schnick», l'àlbum va arribar al top 20 de la llista Top R&B/Hip-Hop Albums i va ser certificat com a or per la RIAA.
El 1993, Fu-Schnickens va començar a treballar en el seu segon àlbum. El grup va gravar una cançó titulada «What's Up, Doc?» que presentava una mostra de Bugs Bunny exclamant la seva famosa frase ganxo. Però el grup no va poder obtenir l'autorització de la mostra de Warner Bros., per la qual cosa la cançó es va arxivar. Mentrestant, l'aleshores estrella de l'NBA Shaquille O'Neal en nombroses entrevistes va referir-se a la seva passió per la música rap i va afirmar que els Fu-Schnickens era el seu grup favorit. Això va impulsar el grup a contactar amb O'Neal per a col·laborar-hi i O'Neal va gravar un vers que es va afegir a «What's Up, Doc?» dient What's up, doc? per a substituir la frase de Bugs Bunny. El senzill va ser un èxit el 1993 i va acabar d'impulsar el grup. El segon disc del grup, Nervous Breakdown, es va publicar el 1994.
Fu-Schnickens va participar en una gran actuació al final de The Arsenio Hall Show, al costat d'artistes com KRS-One, Wu-Tang Clan, Naughty by Nature, MC Lyte, Guru, Mad Lion, Yo-Yo, Das EFX, CL Smooth i A Tribe Called Quest. Fu-Schnickens també és conegut per les seves nombroses referències a les pel·lícules d'arts marcials i la cultura asiàtica abans de Wu-Tang Clan, que finalment van ajudar a fer populars aquestes referències en la música hip-hop.

## Discografia

### Àlbums d'estudi
- F.U. Don't Take It Personal (1992)
- Nervous Breakdown (1994)